# Medicina
Medicina is een gemeente in de Italiaanse metropolitane stad Bologna (regio Emilia-Romagna) en telt 14.715 inwoners (31-12-2004). De oppervlakte bedraagt 159,1 km², de bevolkingsdichtheid is 83 inwoners per km².
De volgende frazioni maken deel uit van de gemeente: Buda, Crocetta, Fossatone, Fiorentina, Ganzanigo, Portonovo, San Martino, Sant'Antonio, Villa Fontana.

## Demografie
Medicina telt ongeveer 5949 huishoudens. Het aantal inwoners steeg in de periode 1991-2001 met 8,8% volgens cijfers uit de tienjaarlijkse volkstellingen van ISTAT.
| Jaar | Inwoneraantal |
| ---- | ------------- |
| 1991 | 12.470        |
| 2001 | 13.570        |

## Geografie
De gemeente ligt op ongeveer 25 meter boven zeeniveau.
Medicina grenst aan de volgende gemeenten: Budrio, Molinella, Massa Lombarda, Castel Guelfo, Imola, Castel San Pietro Terme, Ozzano dell'Emilia, Castenaso.